# Yugoslavia en el Festival de la Canción de Eurovisión 1968
Yugoslavia estuvo presente en el Festival de la canción de Eurovisión de 1968 que tuvo lugar en el Albert Hall de Londres.

## Antes de Eurovisión

### Jugovizija 1968
La final nacional yugoslava para seleccionar su participación se celebró el 25 de febrero en los estudios RTV Skopje de Skopje .  La canción ganadora fue "Jedan dan" interpretada por el grupo croata Dubrovački trubaduri, escrita por Stijepo Stražičić y compuesta por Đelo Jusić y Stipica Kalogjera.
| Final - 25 de febrero de 1968 | Final - 25 de febrero de 1968 | Final - 25 de febrero de 1968 | Final - 25 de febrero de 1968 | Final - 25 de febrero de 1968 | Final - 25 de febrero de 1968 |
| Dibujar                       | Locutor                       | Artista                       | Canción                       | Puntos                        | Lugar                         |
| ----------------------------- | ----------------------------- | ----------------------------- | ----------------------------- | ----------------------------- | ----------------------------- |
| 1                             | RTV Belgrado                  | Đorđe Marjanović              | "Ne verujem ti više"          | 3                             | 6                             |
| 2                             | RTV Belgrado                  | Radmila Mikić                 | "Važi"                        | 1                             | 10                            |
| 3                             | RTV Belgrado                  | Lola Jovanović                | "Pesnik mira"                 | 3                             | 6                             |
| 4                             | RTV Zagreb                    | Dubrovacki trubaduri          | "Jedan dan"                   | 36                            | 1                             |
| 5                             | RTV Zagreb                    | Zvonko Špišić                 | "Ne pričaj o ljubavi"         | 0                             | 12                            |
| 6                             | RTV Zagreb                    | Hrvoje Hegedušić              | "Bilo je i bit će"            | 2                             | 9                             |
| 7                             | RTV Liubliana                 | Žarko Dančuo                  | "Balada o povratku"           | 0                             | 12                            |
| 8                             | RTV Liubliana                 | Elda Viler                    | "Če bi teden stel osem dni"   | 12                            | 2                             |
| 9                             | RTV Liubliana                 | Tatjana Gros                  | "Luči v oknih so se utrnile"  | 0                             | 12                            |
| 10                            | Radiotelevisión Sarajevo      | Kemal Monteno                 | "Kad se vratim kući"          | 10                            | 3                             |
| 11                            | Radiotelevisión Sarajevo      | Kemal Monteno                 | "Negje"                       | 5                             | 4                             |
| 12                            | RTV Titogrado                 | Vlado Mračević                | "Odnesi kišni dan"            | 0                             | 12                            |
| 13                            | RTV Skopie                    | Dime Popovski                 | "guarida de Znam"             | 1                             | 10                            |
| 14                            | RTV Skopie                    | Nina Spirová                  | "Elegija"                     | 5                             | 4                             |
| 15                            | RTV Skopie                    | Zoran Milosavljević           | "I utre ke bide den"          | 3                             | 6                             |

## Actuación
El grupo elegido para representar a Yugoslavia en 1968 fue el grupo fundado por Đelo Jusić en 1961, llamado Dubrovacki Trubaduri, compuesto por seis integrantes. Cómo en ese entonces, no estaba permitido que subieran al escenario más de dos personas, salieron a actuar como cantantes principales Hamo Hajdarhodžić y Luciano Capurso, este último también tocaba la flauta. Ladislav Pađen, Marko Brešković y el mismo Đelo Jusić hacían los coros, mientras Slobodan Berdović se quedaba entre bambalinas. Quedaron en 7a posición tras recibir 8 puntos al final de la noche.  

### Votación
| Puntuación | País                                                 |
| ---------- | ---------------------------------------------------- |
| 3 puntos   | Irlanda                                              |
| 1 punto    | - Austria - Bélgica - Luxemburgo - Portugal - España |

| Puntuación | País             |
| ---------- | ---------------- |
| 6 puntos   | Irlanda          |
| 2 punto    | - Italia - Suiza |